# Nebraska (àlbum)
Nebraska és el sisè àlbum d'estudi del músic estatunidenc Bruce Springsteen, publicat per la companyia discogràfica Columbia Rècords el setembre de 1982.
La seva gravació es va iniciar el 3 de gener de 1982 i va ser enregistrat pel mateix Springsteen a la seva casa de Colts Neck, New Jersey, en una gravadora Tascam de quatre pistes i dos micròfons Shure SM57. De fet, van ser cançons registrades com a demos per a gravar-les posteriorment amb l'E Street Band. No obstant això, Springsteen va decidir publicar-les malgrat la baixa qualitat. Aquestes cançons estaven caracteritzades en conjunt per lletres que inclouen personatges que s'enfronten a reptes o a punts d'inflexió en les seves vides, així com criminals i forasters sense esperances en el futur o sense cap futur.
A diferència de treballs previs com Darkness on the Edge of Town i The River, Nebraska inclou un so inflexible i un estat d'ànim combinat amb lletres fosques, la qual cosa li va portar a ser definit com «un dels discos més desafiadors publicats per una estrella musical en un segell discogràfic gran».

## Llista de cançons
1. Nebraska
2. Atlantic City
3. Mansion On The Hill
4. Johnny 99
5. Highway Patrolman
6. State Trooper
7. Used Cars
8. Open All Night
9. My Father's House
10. Reason To Believe